# Don’t Let Me Be Misunderstood
«Don’t Let Me Be Misunderstood» (с англ. — «Не дай мне быть неправильно понятым») — песня, сочинённая Бенни Бенджамином, Глорией Кэлдвелл и Солом Маркусом в 1964 году для пианистки и певицы Нины Симон. Мировую известность песня приобрела благодаря многочисленному количеству кавер-версий, записанных самыми разнообразными музыкантами в самых разнообразных стилях.

## История песни
Мелодию и текст припева песни написал американский композитор и аранжировщик Хорас Отт после временного расставания с подругой, впоследствии женой Глорией Кэлдвелл. Для доработки Отт передал песню партнёрам Бенни Бенджамину и Солу Маркусу, которые аранжировали её и написали текст куплетов. Однако, по существующим в то время правилам, Отту было запрещено сотрудничать с Бенджамином и Маркусом, поскольку Отт являлся членом организации Broadcast Music Incorporated, а его коллеги — членами ASCAP. В силу этого, в состав авторов песни вместо Отта была включена Глория Кэлдвелл, которая собственно и была музой, вдохновившей Отта на написание песни.
«После того, я (Отт) был вынужден сказать „Просто зовите меня Глория“»

Оригинальный текст (англ.)After that I had a saying «Just call me Gloria»
Текст песни, что понятно, представляет собой любовную лирику.
Припев песни:
Но я просто душа с добрыми намерениями 
 О, Боже! Пожалуйста, не дай мне быть неправильно понятым.

Оригинальный текст (англ.)But I'm just a soul whose intentions are good  
 Oh Lord! Please don't let me be misunderstood...
Впервые песня вышла на альбоме Нины Симон Broadway-Blues-Ballads, наряду с четырьмя другим песнями Бенджамина и Маркуса, а также была выпущена на стороне B сингла (кстати сказать, провалившегося в хит-парадах). Песня была исполнена в очень медленном темпе, в сопровождении симфонического оркестра, включая арфы, и по утверждению самой певицы, с трудом подлежала отнесению к какому-то определённому стилю.
Наибольшую известность песня получила в исполнении группы The Animals, будучи в 1965 году выпущенной на стороне B сингла Club A Go-Go. Песня взлетела в хит-парадах по обе стороны Атлантики, достигнув 3 места в чарте синглов в Великобритании, 15 места в поп-чарте США и 4 места в Канаде. По версии журнала Rolling Stone, она занимает 315 место среди 500 величайших песен. Песня была значительно ускорена и обработана в типичном для The Animals стиле блюз-рока, с запоминающимся риффом электрогитары и использованием органа.
Новый всплеск всемирной популярности песня получила более чем через 10 лет, когда летом 1977 года её диско-версию выпустила группа Santa Esmeralda, специализирующаяся на танцевальной музыке с включением элементов фламенко, сальсы и других латиноамериканских мотивов. Песня заняла 1 место в хит-параде клубных синглов Биллборда и 4 место в хит-параде танцевальных диско синглов, а в Billboard Hot 100 добралась до 15 места.

## Исполнители
Песня обрабатывалась и записывалась (не говоря уже о концертном исполнении например Dire Straits и The Killers) ещё многими музыкантами, хотя и не получила в их исполнении той известности, какую получили версии The Animals и Santa Esmeralda.
Приведён список наиболее известных исполнителей композиции:
| Год  | Исполнитель            | Альбом                                | Примечания |
| ---- | ---------------------- | ------------------------------------- | --- |
| 1964 | Нина Симон             | Broadway-Blues-Ballads                | Оригинальное исполнение. Использовалось десятилетиями позже в рекламе духов J'Adore |
| 1965 | The Animals            | Club A Go-Go                          | |
| 1967 | The Moody Blues        | Live at the BBC 1967—1970             | концертное исполнение, запись 1967 года |
| 1969 | Джо Кокер              | With a Little Help from My Friends    | В 2004 году использовалась в фильме Слоёный торт |
| 1974 | Эрик Бёрдон            | Sun Secrets                           | хард-рок версия, также выпущена синглом |
| 1977 | Santa Esmeralda        | Don’t Let Me Be Misunderstood         | В 1980 году использовалась в пилотном выпуске телешоу Bullseye, затем как саундтрек к фильмам Американизируй меня, Убить Билла. Фильм 1, Поцелуй навылет, Хороший, плохой, долбанутый, Завтрак на обочине |
| 1977 | Майк Батт              | Schizophonia                          | арт-рок версия |
| 1984 | Гэри Мур               | Dirty Fingers                         | хард-рок версия |
| 1984 | Di’Anno                | Live At The Palace                    | |
| 1984 | The Animals            | Greatest Hits Live (Rip It to Shreds) | концертное исполнение в стиле реггей, запись 1983 года |
| 1986 | Элвис Костелло         | King of America                       | |
| 1986 | Лу Роулз               | It’s Supposed to Be Fun               | |
| 1987 | Фарад Мехрад           | Who Can Hold The Fire In His Hands?   | |
| 1990 | Doug Anthony All Stars | I Want to Spill the Blood of a Hippy  | |
| 1995 | Роббен Форд            | Handful Of Blues                      | |
| 1998 | Эрик Бёрдон            | Live at the Roxy                      | концертное исполнение в стиле хэви-метал, запись 1975 года |
| 2001 | Place of Skulls        | Nailed                                | дум-метал версия |
| 2002 | Тревор Рабин           | —                                     | саундтрек к фильму Сестрички Бэнгер |
| 2002 | No Mercy               | Don’t Let Me Be Misunderstood         | поп-версия |
| 2003 | Синди Лопер            | At Last                               | |
| 2006 | Джон Ледженд           | Once Again                            | |
| 2006 | New Buffalo            | Like a Version: Volume Two            | |
| 2009 | Savage Circus          | Of Doom And Death                     | Бонус-трек на японском релизе; пауэр-метал версия |
| 2013 | Mutoid Man             | Hellium Head                          | |
| 2015 | Лана Дель Рей          | Honeymoon                             | Кавер-исполнение, входит в студийный альбом. |
| 2017 | Yusuf Islam            | —                                     | Использовалась в трейлере к 4 сезону телесериала Стыд (в ревёрсе). |
| 2024 | Ускорение              | —                                     | Кратковременно звучит в трейлере. |